# Gasteracantha geminata
Espèce
Synonymes
- Aranea geminata Fabricius, 1798
- Gasteracantha connata Butler, 1873
- Gasteracantha rimata O. Pickard-Cambridge, 1879

Gasteracantha geminata est une espèce d'araignées aranéomorphes de la famille des Araneidae.

## Distribution
Cette espèce se rencontre en Inde et au Sri Lanka,,.

## Habitat
Gasteracantha geminata affectionne les grands buissons des forêts et des jardins. Elle est également présente dans les rizières. 

## Description

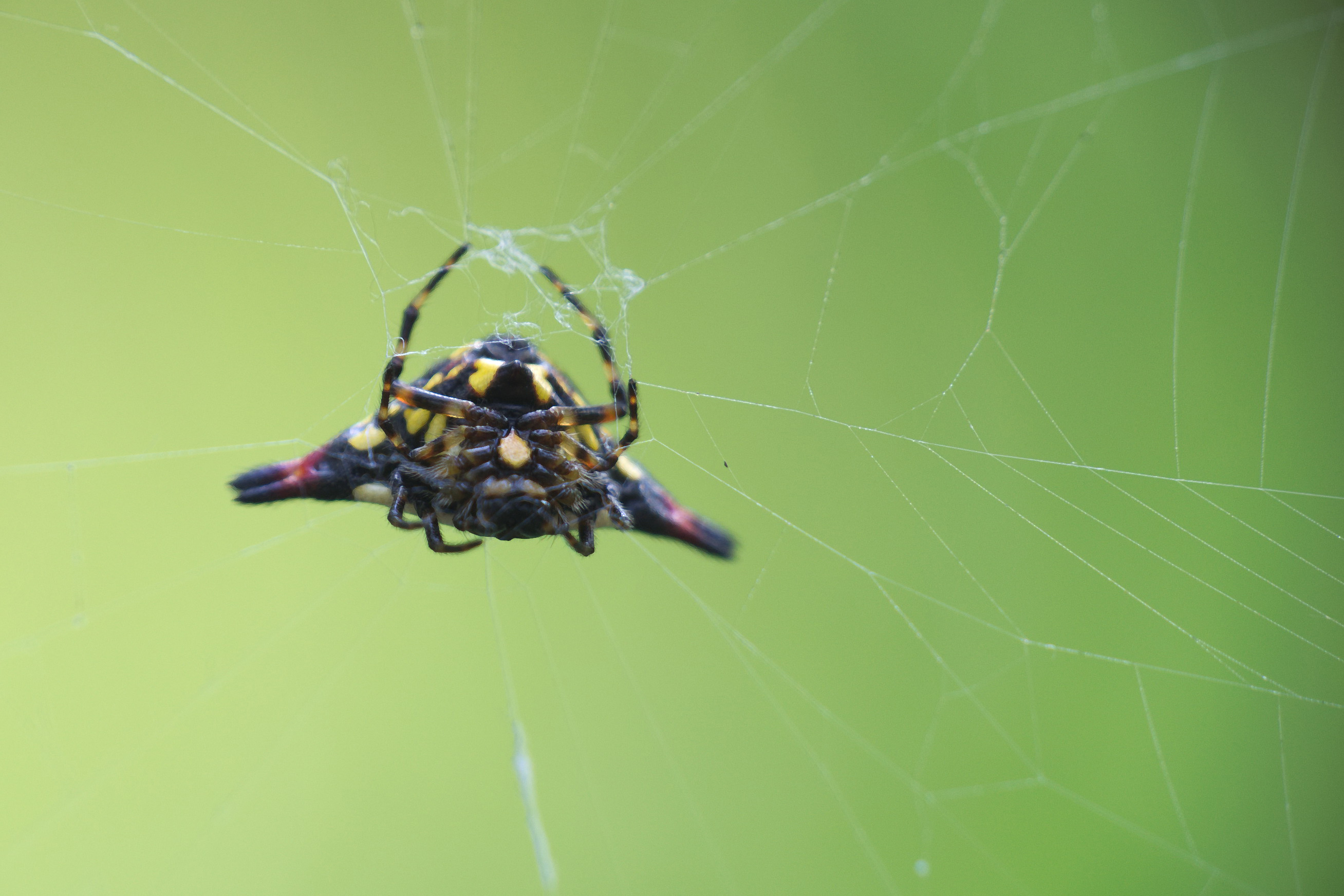
Gasteracantha geminata (Nayikayam Thattu, Inde), vue de dessous

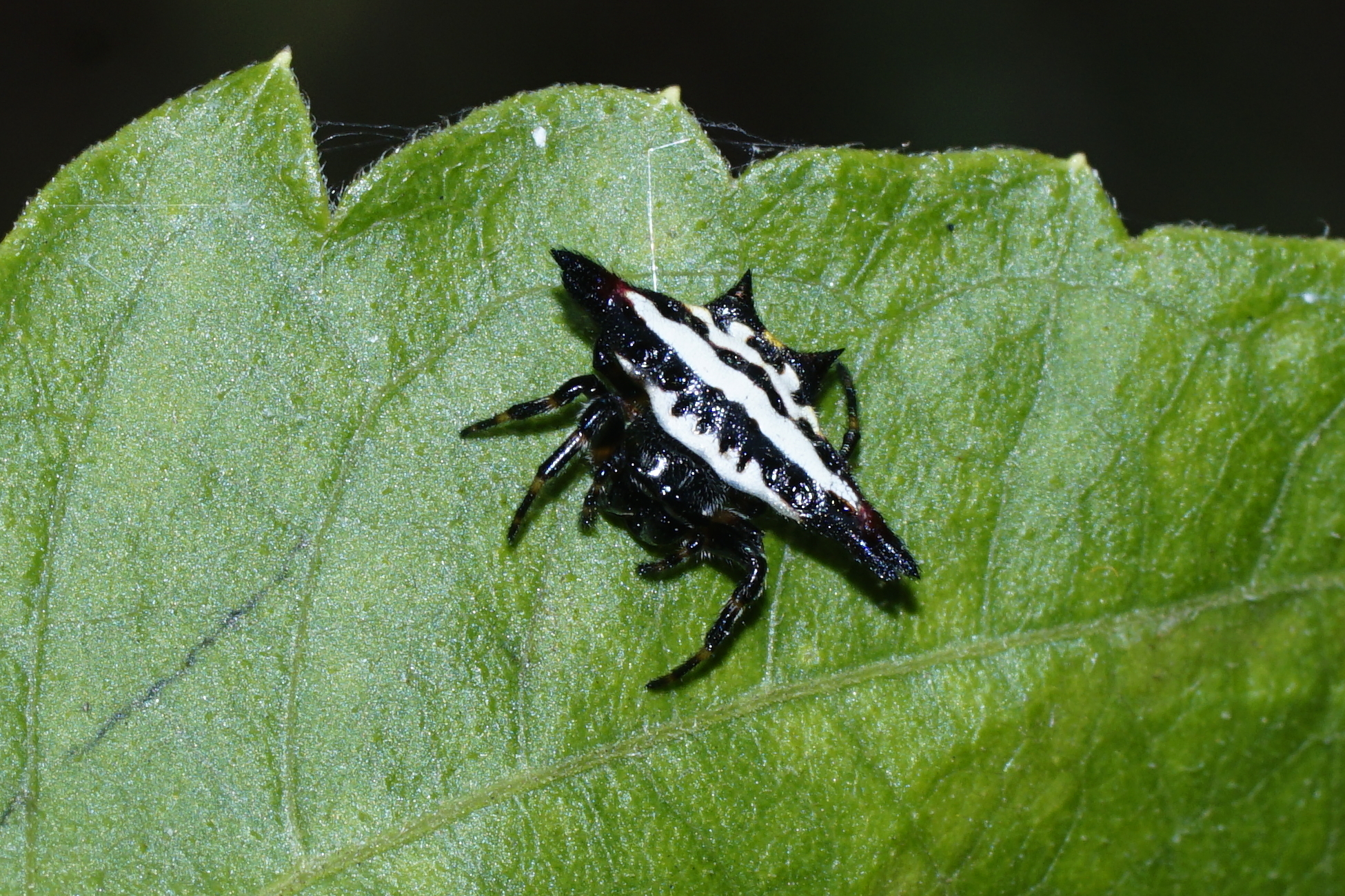
Gasteracantha geminata

Cette espèce présente un fort dimorphisme sexuel avec une femelle qui mesure de 6 à 8 mm et un mâle qui mesure de 5 à 7 mm.
Le mâle décrit par Sankaran, Jobi et Sebastian en 2015 mesure 3,25 mm et la femelle 7,55 mm.

### Description de la femelle
Le céphalothorax est légèrement plus long que large avec la partie céphalique plus élevée et la partie thoracique plus basse vers l'arrière. De couleur marron foncé, il est recouvert de poils gris. Le sternum est en forme de cœur avec la pointe vers l'arrière. Il est d'une couleur marron foncé avec une grande tache jaunâtre à blanche.
Les pattes, marron foncé, sont fortes et courtes avec les fémurs avec des bandes transverses jaunâtres.
L'abdomen est hexagonal et plus large que long. Le dos comporte trois bandes transverses de couleur jaunâtre à blanche et trois bandes transverses noires. Les épines antérieures et médianes sont de même taille et très rapprochées quasi assemblées, avec des marques rouges. Les épines postérieures sont plus petites, coniques et très pointues avec des marques jaunes. Le dos présente plusieurs paires de sigilla de forme ovale réparties en dix sigilla sur le bord antérieur, quatre formant un quadrangle central et neuf réparties sur le bord postérieur. Le ventre est tacheté de marques jaunes à blanches et présente trois paires de filières placée au centre d'un anneau sclérotisé.

## Comportement

### Toile

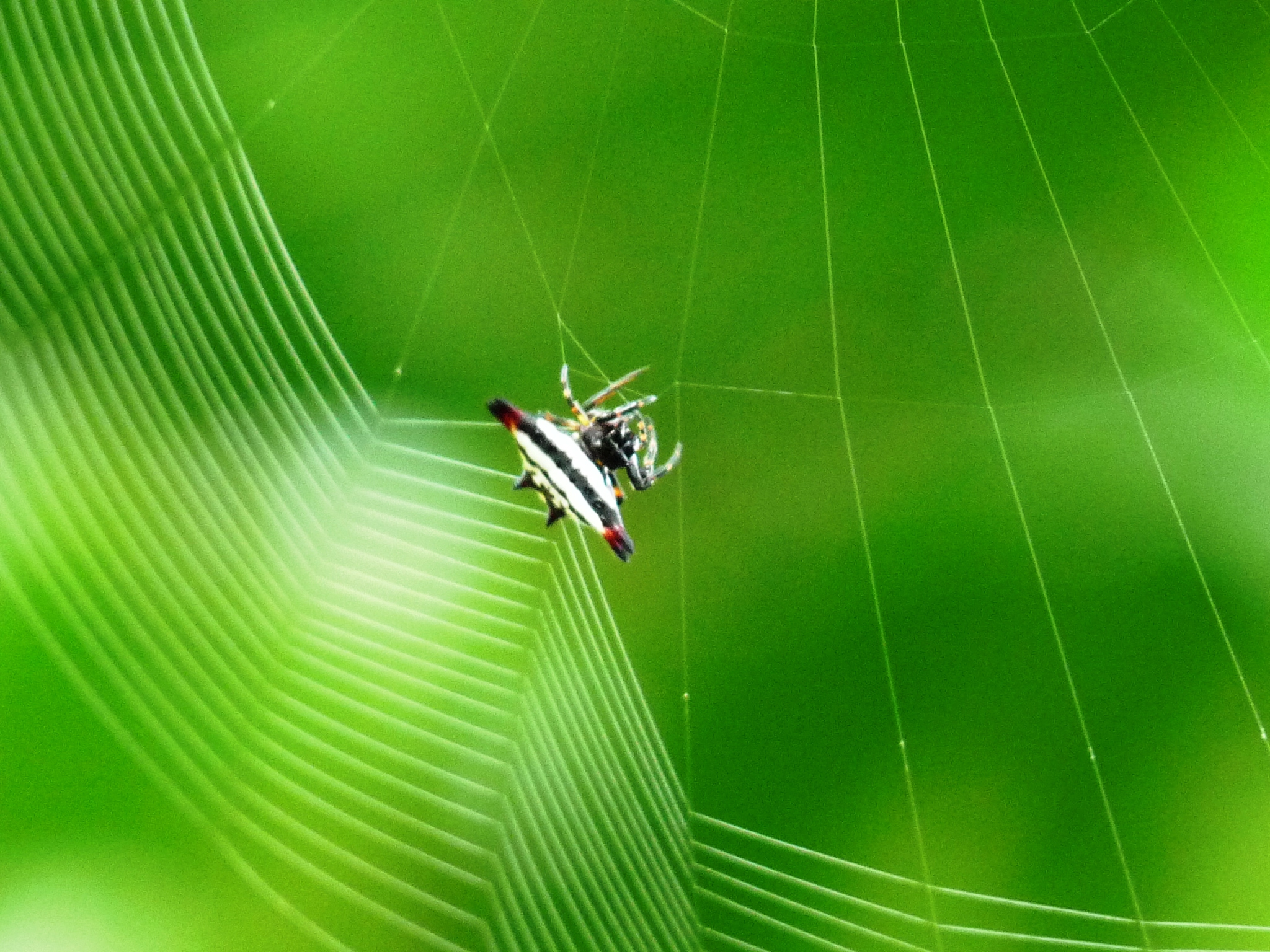
Gasteracantha geminata sur sa toile

Le mâle et la femelle Gasteracantha geminata construisent leur toile dans des espaces ouverts entre 50 cm et 2 m de hauteur dans des buissons. La toile est fortement géométrique, d'un diamètre de 20 à 55 cm de diamètre avec un trou en son centre, et construite obliquement par rapport au sol.
La femelle reste cachée sous des feuilles à proximité de sa toile pendant la journée et la rejoint en soirée.

## Espèce similaire

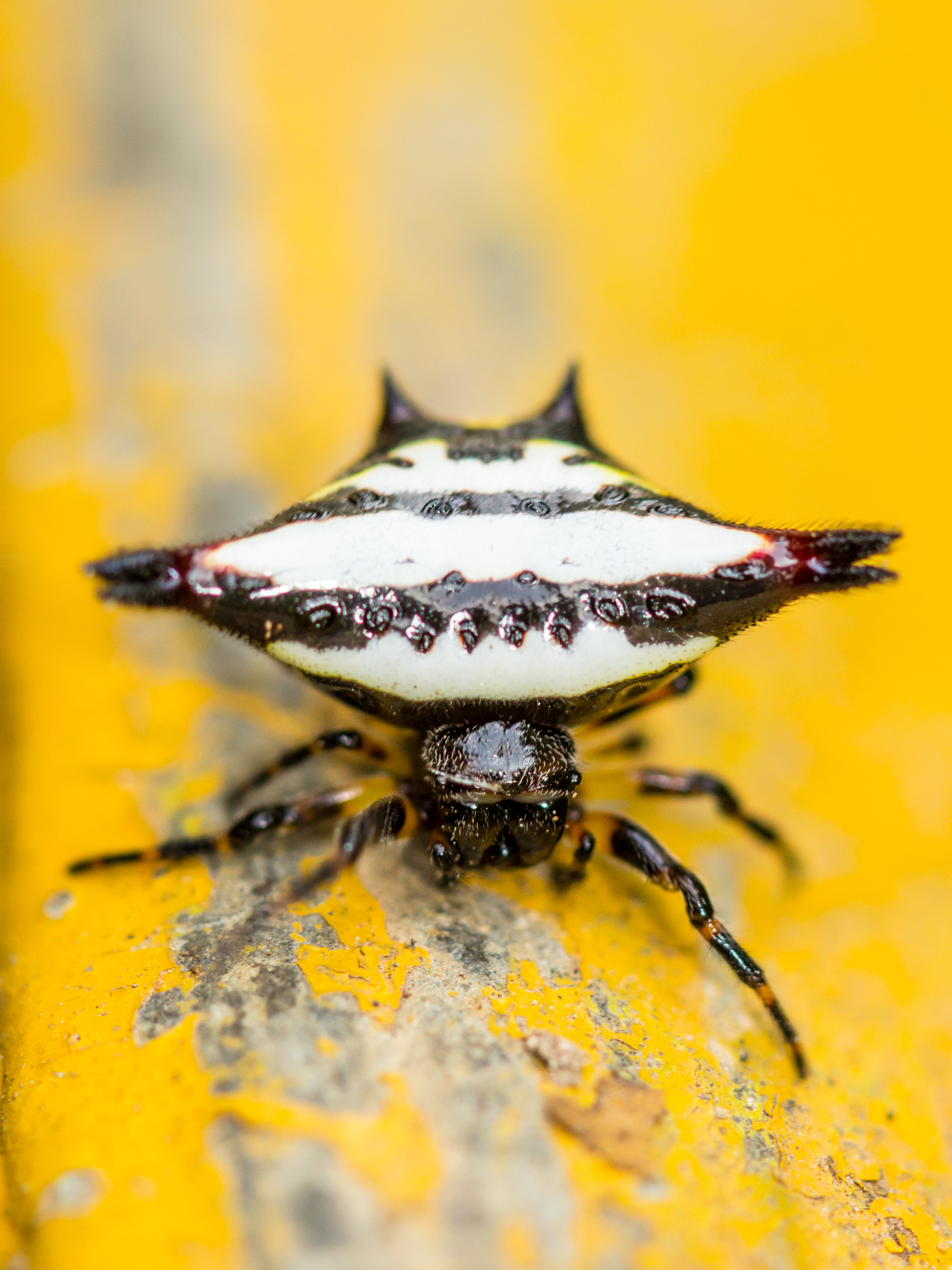
Gasteracantha geminata

Gasteracantha geminata est similaire à Gasteracantha kuhli.

## Systématique et taxinomie
Cette espèce a été décrite sous le protonyme Aranea geminata par Fabricius en 1798.

## Publication originale
- Fabricius, 1798 : Supplementum entomologiae systematicae. Hafniae, p. 1-572 (texte intégral) (p. 292)).